# Zaliznîcine, Rozdilna
Zaliznîcine (în ucraineană Залізничне) este un sat în comunei Novoborîsivka din raionul Rozdilna, regiunea Odesa, Ucraina.

## Demografie
Componența lingvistică a localității Zaliznîcine
     Ucraineană (71,08%)
     Română (14,46%)
     Bulgară (7,23%)
     Rusă (6,02%)
Conform recensământului din 2001, majoritatea populației localității Zaliznîcine era vorbitoare de ucraineană (71,08%), existând în minoritate și vorbitori de română (14,46%), bulgară (7,23%) și rusă (6,02%).